# Пинигина, Екатерина Павловна
Екатерина Павловна Пинигина (род. 29 декабря 1991, Таксимо, Бурятия) — российская боксёрша. Бронзовый призёр чемпионата Европы 2016 года. Двукратная чемпионка России (2015, 2016).

## Карьера
Екатерина родилась 29 декабря 1991 года в бурятском посёлке Таксимо. Детство провела в Улан-Удэ, где в 15 лет начала заниматься боксом. В 1998 году переехала в Читу, через год — в Кострому. Прожив там четыре года, Екатерина переехала в Волгодонск. Тренер — Сергей Слизкий.
Представляя Ростовскую область, она дважды (2015, 2016) выиграла чемпионат России.
Серебряный (2013, 2018, 2019) и бронзовый (2012, 2017) призёр чемпионатов России.
На чемпионате Европы 2016 года завоевала бронзу в категории до 48 кг.
Приказом министра спорта РФ № 30-нг от 6 марта 2017 года Екатерине присвоено спортивное звание Мастер спорта России международного класса
Окончила Южный Федеральный Университет.